# Podu Văleni, Prahova
Podu Văleni este un sat în comuna Poienarii Burchii din județul Prahova, Muntenia, România.